# Cyrtodactylus leegrismeri
Cyrtodactylus leegrismeri là một loài thằn lằn trong họ Gekkonidae. Loài này được Chan & Norhayati mô tả khoa học đầu tiên năm 2010.